# 来知德
来知德（1526年—1604年），字矣鲜，别号瞿塘，明朝哲学家。四川夔州府梁山县（今重庆梁平县）人。

## 生平
嘉靖三十一年（1552年）壬子科四川鄉試第五名舉人。中式後即“杜门谢客，穷研经史”。兩赴會試不第。隆庆四年（1570年）起，主要研究《周易》。万历二十七年（1599年），写成《易经集注》。万历三十年（1602年），特授翰林院待詔。两年后卒。皇帝御赐“崛起真儒”匾额。

## 著作

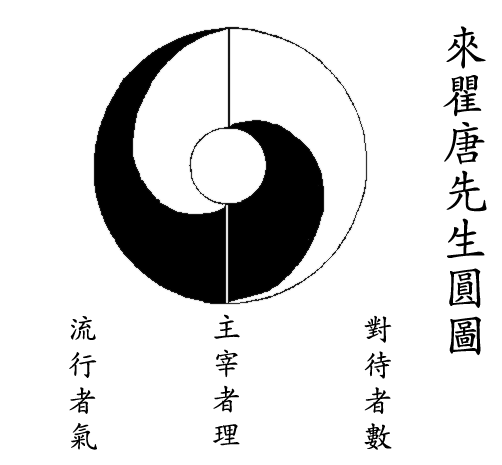
来氏太极图

来知德在易学史上的地位举足轻重，以《周易集注》为代表。工詩，有《釜山詩集》。

## 延伸阅读
[在维基数据编辑]
 《明史卷二百八十三》，出自《明史》